# 伺か
伺か（うかがか）は2000年5月25日に初公開された、デスクトップ常駐型アプリケーションの一つで、デスクトップマスコットと呼ばれる自由ソフトウェアの一種である。
2000年代前半に流行した。発表から20年以上が経過した2022年現在では、「伺か」と言った場合、どちらかというとコミュニティやジャンル全体をさすが、本家のベースウェア（本体アプリケーション）であるMATERIA（マテリア）をさして言う場合もある。MATERIAは、歴史的経緯から偽春菜・任意・何か等の旧名称で呼ばれる場合もある。
ユーザーが伺かを起動すると、大抵は二人一組（一人や三人以上の場合もある）のキャラクターが画面に現れ、たまに会話などを行ったりする。キャラクターのデータはソフトウェアとは独立しており、ユーザーの作成したGhost（キャラクター）が多数配布されている。
本記事では、アプリケーションとしての伺か＝MATERIAと、ジャンルとしての伺かの黎明期に関する内容を中心として記述する。伺かというジャンル自体は、2022年現在も主流ベースウェアをSSPに移して継続している。

## 機能
主な機能はPCのメモリを無駄に占有しCPUパワーを無駄に消費する、メインキャラクターであるさくらとサブキャラクターであるうにゅうが毒の効いた掛け合い漫才を行うのを眺めることである。
副次的な機能として、NTPクライアント、POP3によるメール着信確認、ToDoリストの管理、Windows 9x系用のメモリクリーニング、オンラインアップデート、SSTPを使用した通信等がある。
多彩なGhost（キャラクター）が用意され、美麗な画像やジャンル特化されたトーク、萌えキャラ鑑賞などとしても利用されている。

## 歴史

### 開発の発端
黒衣鯖人（ハンドルネーム）は、1998年10月に公開されたペルソナウェア（現:Chararina）を数日使用して、ペルソナウェアのコンセプトである仮想人格エージェントを用いたヒューマン・マシン・インターフェースに感嘆したが、その全容が見えてすぐに飽きてしまい、起動しなくなったという。そのため、黒衣は「ペルソナウェアが元気だった時期を知らない」と前置きした上で「ペルソナウェア上で開発中にポテンシャルの低さに耐えられなくなって自作を始めたのではない」とし、その動機は「春菜があまりにも凄くなかった」ことにあり、面白いコンセプトでありながら進化できず生きていけなかった春菜の意志を継がなくてはならない、とした。そして2000年2月ごろに最後の条件が整ったため、白紙の状態から同様のソフトの開発を始めた旨を述懐している。このため、黒衣はソフトウェアにペルソナウェアへの皮肉を込めて偽ペルソナウェア with "偽春菜"と命名して2000年5月25日に公開した。同年9月22日には、相棒となる"うにゅう"が実装されている。

### 偽ペルソナウェア・あれ以外の何か
ペルソナウェアとの大きな違いは、ペルソナウェアのキャラクター（ペルソナ/仮想人格）が基本的に1体ごとの切り替え（本体ソフトには「春菜」が付属）なのに対し、偽ペルソナウェアは「偽春菜」と「うにゅう」（キャラクターデザイン・Saxyun）の2体で構成され、両者が会話する形で動作する点にあった。偽春菜は名前は勿論のこと、外見も春菜と似せたものとなっており（服装や髪型が類似）、クリックした際に表示されるメニュー構成が春菜のパロディになっていたり、台詞の中に春菜の台詞と似通ったものがある、ペルソナウェアが起動している状態で偽ペルソナウェアを起動すると独特の反応を返すなど、総体としてペルソナウェア with 春菜のパロディとなっていた。
2000年5月の公開から3か月がたった2000年8月24日の段階で、黒衣によれば"偽春菜"が当時有力なブロードキャストメディアであった窓の杜に「完全に黙殺」されていたことが示されている。これを受けて黒衣はソフトウェアのタイトルを"春菜といっしょ"に悪ふざけで変更するなどしてリリースしようとしたものの、同時期にリリースしたDesktopXやレイ＝クドリャフカと異なりピンポイントで無視されたとしており、黒衣自身の言葉として「背後に何か非常に面白くない理由」がある可能性を仄めかしていた。
2000年11月28日に各ニュースサイトの更新情報を自動的に監視・報告する「ヘッドラインセンサ」という当時としては革新的な機能が実装され、特に多くのユーザーに受け入れられる。インターネット掲示板2ちゃんねるで取り上げられた事もあって、偽ペルソナウェアはインターネットコミュニティに次第に広まっていった。同年12月6日、Vectorの週間総合ランキング(Windows)において19位で登場している。同年12月26日には、偽ペルソナウェアは翼システムが「ペルソナウェア」を商標登録に出願中である事やソフトが十分に認知されたなどの理由によってあれ以外の何か with "偽春菜"に改称した。このような代名詞的な名称に決定した理由については明らかにはされていないが、改称の数日前、2ちゃんねるのスレッドにおいて「あれはもう偽ペルソナウェアじゃない、それ以外の何かだ」という投稿があったことから、あるいはそこからヒントを得たのではないかという説が当時囁かれていた。

### あれ以外の何かの公開停止・互換ソフト、後継ソフトの公開
ソフトの名称と偽春菜の類似性を問題視したペルソナウェア側は、2001年1月25日に翼システムとプラエセンス（翼システム傘下のベンチャー企業として2000年9月設立）両社社長の名で、黒衣鯖人に対しあれ以外の何かの公開停止と「ペルソナウェア」・「春菜」・「haruna」などの名称の使用停止を要求。あれ以外の何かユーザー側からは非難の声が高まった。1月26日に名称の使用停止に応じるかたちであれ以外の何か with "任意"に改称（キャラクター名の部分が「任意」となっている通り、キャラクター名はソフトの初回起動時にユーザーが任意に入力できるようになっている。また、外見の変更はされていない）し、1月31日にはペルソナウェア側の言い分に納得したわけではないが無用の摩擦を避けるためとの理由で公開を停止した。これを受け、一部のあれ以外の何かユーザーおよび元ペルソナウェアユーザーは2月16日に連名の公開質問状をプラエセンスに送付。2月3日時点では、黒衣のホームページにおけるprojectの一つとしてあれ以外の何か with "さくら（略）"の記述と、当該ページタイトルとしてあれ以外の何か with "さくらとも呼ばれるひと"が、それぞれ見られた。2月20日には黒衣鯖人がウェブサイトを閉鎖（以後、黒衣鯖人は消息不明とされる）した事も重なり、ペルソナウェア側とあれ以外の何かユーザー側の緊張関係は極点に達した。
事態が沈静に向かったのは、ウェブサイトが閉鎖された翌日の2月21日、DOIchan!によってあれ以外の何かの互換ソフトSAKURA Script Player（現：SSP）が公開されてからである。さらに2月23日、あれ以外の何かの後継ソフト（仕様を継承しているため、全くの別物とはなっていない）の開発が明らかにされ、3月18日に開発者限定ながら何か。（仮）（制作者：閑馬永空）の名称で公開を開始した。何か。（仮）に対するペルソナウェア側からの警告の動きはなかった。当初何か。（仮）にはGhostが添付されていなかった。

### 伺かへの改称・しなちく
その後は順調にバージョンアップが進み、名称も2001年8月5日から何か、2002年4月14日からは現在の伺かに改称されて同時に制作者が「ls」（旧：川上新夜）に引き継がれた。その際、「すか」のデザインによる新規のデフォルトゴースト（「さくら」と呼ばれる）と「うにゅう」が添付されている。
2002年6月22日に公開されたperiod 583を最後に、バージョンアップは行われていない（これにともなう影響は徐々に出てきている）。制作者であるlsによると「一アプリケーションがプラットフォームになったため」という理由による開発の終了で、アプリケーションとしての伺かはしなちくへと形を変えて開発が続行されたが、こちらも更新が停止している。
これらの影響で、現在も更新が続けられ、MATERIAの仕様との互換性も高いSSPが事実上の標準クライアントとなりつつある。
なお、閑馬永空、川上新夜の両ハンドルネームは、黒衣鯖人が無限の住人の登場人物だったことから、同作の登場人物である「閑馬永空」および「川上新夜」から由来したものと思われる。

### 名称の変遷
中国語圏では一貫して「偽春菜」の名称が使用されている。
- 任意系
  - 2000年5月25日 - 12月25日：偽ペルソナウェア with "偽春菜"
  - 12月26日 - 12月27日：ペルソナウェア以外の何か with "偽春菜"
  - 12月28日 - 2001年1月25日：あれ以外の何か with "偽春菜"
  - 1月26日 - ：あれ以外の何か with "任意"
- 伺か系
  - 2001年2月2日 - 8月4日：何か。（仮）
  - 8月5日 - 2002年4月13日：何か
  - 4月14日 - ：伺か

## Ghost
Ghostには以下のような二つの意味があり、一般的には後者の2を指す事が多い。
1. SHIORIなどを含めた人格部分
2. 上記の人格部分とShellデータを含めたキャラクターデータ

### 構成
人格部分としてのGhostは、以下の3つを最低限必要な要素としている。
- Ghostを定義するdescript.txt
- 会話などを記述した辞書ファイル
- 辞書ファイルのスクリプトを理解してDirect SSTPに沿って送受信するSHIORI

キャラクターデータとしてのGhostは人格部分としてのGhostとShellの2つを最低限併せ持ったデータである。SHIORIにサンプルGhostが同梱されていることが多く、Shellと会話の内容などを変更する事によって簡単に作れるようになった。

### SHIORI
SHIORIはベースウェアからのリクエストに対して辞書ファイルに記述されたスクリプトを処理してベースウェアに送信する。DLLとして実装する。主要なSHIORIは簡易言語となっており、比較的簡単なスクリプトで演出を制御できる。辞書ファイルの書式やフォーマットは決められているものではなく、SHIORI毎に異なる。
漢字で「栞」と表記する事もあり、名称の由来はPCゲーム『Kanon』のキャラクター「美坂 栞」より。
下に主なSHIORIの特徴を示す。
華和梨（かわり）
作者はさとーを始めとする華和梨開発チーム。
派生テンプレートとして「Openkeeps」や「FUDS」（作者：とわ）などがある。
- 長所：SHIORI としては古い部類に入るため、先達のスクリプトを参考にしやすい。また、拡張性にも富む。
- 短所：文法構造が少々複雑なので、初心者には取っ付き難い。

文（あや）
作者はumeici（梅市）。C言語のような文法構造を持つ。
現在は開発が終了し、YAYA開発チームがYAYA(Yet Another AYA)という文の改造版を開発している。
- 長所：拡張性に富み、採用ゴーストも多い為先達のスクリプトを参考にしやすい。
- 短所：その独特な文法構造のため、初心者や非プログラマには取っ付き難いきらいがある。

里々（さとり）
作者は櫛ヶ浜やぎ。唯一の2バイト文法構造を持つ。
オープンソース化により、2007年現在はChameleon Ponapalt（SSPの現開発者）が独自の開発を行っている。
- 長所：SAKURA Scriptをほとんど気にせずに済むので、手軽にGhostを作ることが出来る。
- 短所：文法が簡単な分複雑なことをするのには向いておらず、手の込んだことをしようと考えるとSAKURA Scriptを理解する必要が出てくる。

結奈
作者はRhein。GUIの専用のエディタを持つSHIORI 。
現在Rheinの結奈本家ウェブサイトは消滅しているが、エディタ搭載のテンプレートゴーストを綾河くものウェブサイトから落とすことが出来る。
- 長所：自らSAKURA Scriptを打つ必要が無く、全てのトークやイベントをエディタから記述するため、初心者でも手軽にGhostが作れる。
- 短所：専用のエディタからでないと辞書を編集出来ない。また、作者多忙につき、公開停止中。

#### SAORI
SHIORIに搭載されていない機能を追加するためのプラグイン規格、またはそのファイル。この規格はMATERIAの作者が策定したものではなく有志によって規格化されたものである。そのためうさださくらにはSAORIの規格内容に関する記述はない。
SAORI-basicとSAORI-universalが存在し、前者はコンソール上で標準出力が可能な.exe。後者は独自規格SSTP(Sakura Script Transfer Protocol)に基づいたdll。
形態素解析を行うkisaragiやMMDデータをシェルとして扱えるuka3Dなどがある。
名称の由来はPCゲーム『はじめてのおるすばん』のキャラクター「観月 さおり」（双子の姉の「観月 しおり」とSHIORIをかけている）より。

## Shell
キャラクターの外観部分。
初期はアニメーションの実現に大量の画像を必要としたが現在では小パーツの組み合わせやベースウェア側の拡大縮小表示（記述現在でC.R.O.W.とSSPがサポート）などによりより少ないファイルで多彩な効果を表現できるなどの進歩を見せている。

### 構成
Shellは、以下の2つを最低限必要な要素としている。
- Shellを定義するdescript.txt
- surface（surfaceについては主な用語の該当項目を参照）

また、surface0とsurface10は必ず格納しなければならない。

### SERIKO
SERIKOは簡単なアニメーションを実現するために作られた規格、用途によってバージョンが細かくわかれている。SERIKOが策定される以前は大量の画像を用意し、SAKURA Scriptを使って地道に実現されていた。それを受けて簡単にアニメーションを実現するためにSERIKOが策定されたという経緯がある。SERIKOという名称は初めてアニメーションを搭載したGhost「せりこ」からきている。
MAYUNA
MAYUNAとは着せ替えの規格に付けられた名称である。着せ替えとはキャラクターのsurface（絵）をベースに用意された衣装やアクセサリーなどをユーザーが任意に変更してキャラクターの見た目を変える機能である。
当初はSERIKOとは別に定義されていたが、後にSERIKOに取り込まれ現在ではSERIKOで定義されている着せ替えに関する部分に付けられた別名程度の意味となっている。MAYUNA/1.0はSERIKO/1.3、MAYUNA/1.1はSERIKO/1.7、MAYUNA/1.2はSERIKO/1.8とそれぞれ同一である。
名称の由来は着せ替えを考案した人物のハンドルネーム「まゆなゆうま」から。

## 主な用語
上記以外の基本的な用語の説明を記しておく。
ベースウェア (Baseware)
互換環境を含めた本体アプリケーションの総称、本体とは言わずにこの様に呼ぶ事の方が多い。
ゴーストマスター/シェルマスター
ゴーストマスターはGhostの制作者、シェルマスターはShellの制作者をそれぞれ指す言葉である。同一である場合が多いが、分業していたり、それぞれまたはどちらかのマスターが複数人であったり、面識が全くない場合もある。
フリーシェル (Free Shell)
「絵は描けないがGhostを制作したい」というゴーストマスターのために配布されている、Shellとして自由に使用できるShellデータ。データの使用範囲は著作者によって違うため、伺か以外でも使用できる事がある。
nar
読みは「なー」。INSTALL（後述）の仕様に準拠した伺か用のアーカイブファイル、実体はZIPで拡張子をnarに変えているだけである。「Nanika ARchive」の略。
INSTALL
Ghostなどのアーカイブファイルの規格。インストールの内容や設定を記した「install.txt」というテキストファイルをルートディレクトリに含めてZIPで格納する。拡張子は前述のnarまたはzipに限られ、これら以外の拡張子ではインストール処理が行われない。（ベースウェアによっては他の圧縮形式とその拡張子も可能な場合がある。）何か "redo" period 94 "Slayer" publlc test以前は統合アーカイバプロジェクトのUNZIP32.DLL(ZIPの展開DLL)とUNLHA32.DLL(LHAの展開DLL)を導入する事によって双方の圧縮形式を使用できたが、次にリリースされた何か "redo" period 96ではZIPの解凍コードが何か自体に組み込めまれ以後は前述のDLL導入が不要となり、LHAの使用は廃止された。INSTALL/1.0は単体の各ファイルセット（Ghost・バルーン・ヘッドラインセンサ・プラグイン）、INSTALL/1.2はバルーン付きGhost、INSTALL/1.3はインストール済みGhostへのファイル追加（特にこれで作られたファイルはサプリメントまたはサプリメントファイルと呼ばれる）、INSTALL/1.4はShellの追加、INSTALL/1.5は複数の各ファイルセットがそれぞれのアーカイブファイルの規格となっている。ただし、INSTALL/1.5はSSP開発者が策定した規格であり現状ではSSPのみで可能である。INSTALL/1.1は欠番となっている。
バルーン (Balloon)
キャラクターのふきだし部分の事。通常は各キャラクターの左右どちらかに表示される（キャラクターの左右どちらに表示するかは、各キャラクターごとにユーザーが変更する事ができる）が、キャラクターの頭上に表示するものも存在する。
ヘッドラインセンサ
サイトのヘッドラインを取得・表示する機構。現在このような機能を実現する仕組みとしてRSSが普及している。ヘッドラインセンサはRSSが設置されていないサイトに関しては有効ではあるが、その数も減っているため搭載する意味は失われつつある。
プラグイン
ベースウェアに機能を追加する規格。搭載Ghost内からでしか利用できないSAORIと異なりベースウェアが保持しているため複数のGhostから利用でき、複数Ghostの情報を扱うことも可能である。SSPには十徳ナイフというプラグインがプリインストールされている。
辞書ファイル
各SHIORIで定められたスクリプトに沿って、会話などの内容を記述したファイル。
SAKURA Script
キャラクターのリアクションなどを記述するための専用スクリプト言語。
¥e（えんいー）
SAKURA Scriptでスクリプトの終端を示す記号である。さくらが別れの挨拶に使っていたため、コミュニティ内や他のGhostでも使われるようになった。
surface （サーフィス）
Shellとして実際に表示させるキャラクターなどの画像の事。また、一部のベースウェアを除いて必ずPNG形式で格納しなければならない。
MAKOTO
SHIORIがベースウェアに渡したスクリプトを実行前にMAKOTOに渡し、スクリプトを加工してベースウェアに返すトランスレータ規格、またはそのファイル。それを拡大解釈して音楽ファイルを再生するものなどもある。SHIORIのイベントに同等のものが追加されたうえに、SAORIも作られたため、一時は廃れたがある時期よりShellからGhostの口調を変える手法としてShellに同梱される他に新たな活用法を探る動きもある。名称の由来はPCゲーム『Kanon』のキャラクター「沢渡 真琴」より。

## 互換環境
MATERIA（本家の本体アプリケーション）のバージョンアップは前述の通り行われていないが、仕様が公開されているため、数々の互換環境が公開されている。
- Windows
  - SSP (2016/11/27現在の推奨環境)
  - C.R.O.W.
  - DAE
- Mac OS
  - 何か on 林檎 (Classic Mac OS)
  - 偽林檎 (macOS)
- Unix系OS
  - ninix(2019年:開発休止中)
  - ninix-aya
  - 伪春菜 (Android)

## 著名な伺かキャラクター
さくら/うにゅう
最初期から現在までセットされているデフォルトゴースト、ならびにその相方キャラ。「偽春菜」という名前が先述の事情で使用不可能になった際、「任意」や「さくらとも呼ばれるひと」と表記されていた時期があったが、後に正式に「さくら」となった。由来は、偽ペルソナウェアの時代から収録されていたランダムトークで『カードキャプターさくら』のパロディネタとして、うにゅうが偽春菜を「さくら」と呼んだ事から。
さくらは、偽春菜を原型としている。デフォルトゴーストに返り咲いた際に、髪型はショートになり、服装も変更された。また、初代のデータをそのまま引き継がず、中身は新規で作られている。
当時のWEBサイトで公開されていた資料によると、materia.exe上で動くゴーストの名前は苗字なしの「さくら」であり、初代さくらと同一の存在だが、それとは別に現実世界の人間としての「御影さくら」が存在するという設定となっている。だが、これを厳密に遵守する必要はなく、適当で良いとの事である。
CLAMP原作の漫画・アニメ『カードキャプターさくら』に登場する主人公・木之本桜がキャラクターのモデルだが、外見は別物である（名前が“さくら”だったことからそうなったらしい）。
リニューアル後、ランダムではない通常会話での毒が抜けてマイルドな性格になった事や、性格やシェルなどがから受けるイメージが、以前よりも年齢が若干上がっているような雰囲気を醸し出している事から、ユーザーサイドでは初代とは別人として扱われる事がある。また、区別するために、単に「さくら」と呼ぶ場合は初代のことを指し、二代目は「御影さくら」と呼ばれる事もある。
リニューアルに伴い、初代のシェルを用いてトークなどを再現したゴーストも複数作られている。
うにゅうは、関西弁で話す独特の形をした相方で、他の製作者による派生キャラが多く誕生している。
双葉/ただきち
MATERIAリリース中、一時的にセットされたデフォルトゴースト。さくらがデフォルトゴーストに返り咲いた後は独立したゴーストとして配布されている。伺かキャラ人気コンテストで1位を取ったことがある。
ねここ/ショータ
猫耳のように見える突起の付いた大きな帽子とフードを着た子供のゴースト。元はゴースト切り替え時の読み込み待ちに表示されるキャラクターだった。さくらの妹弟的な扱いを受けることがある。
エミリ（旧名：えみりぃ）/テディ
SSPにセットされたデフォルトゴースト。現在は本体には同梱されておらず、別配布という形式になっている。シェルが何度かリニューアルしており、初代は少々アクの強いデザインだったが、現在では一般的に受け入れやすいデザインになっている。テディはウサギのような動物。他にエミリオという弟とテルという黒猫がいる。また、SSPの作者が作った256色用ペイントソフトのD-Pixedの起動画面にも登場する。
木村屋安子/ギコ猫
常にあんぱんを咥えているゴースト。ゴーストとしての知名度が高く人気がある。ギコ猫は2chのAAキャラのそれである。
まゆら/黒うにゅう
絶対領域の語源を作ったとされるゴースト。配布終了し、それ以降もキャラクターがかけ合うニュースサイトが何度かに分けて運営され続けている。悪魔をモチーフとしている。会話の傾向はレトロゲームネタが多い。黒うにゅうはオリジナルと違い、標準語で会話する。新聞の記事に写真が掲載されたこともある。口癖の「シテオク」とは、マイコンBASICマガジンの読者コーナーで流行っていた、「嬉しいような、悲しいような、言葉で説明しきれない状態」を表現する言葉である。配布終了後長くの間入手困難だったが、2012年2月8日に再配布が行われた。
54
巨大電子掲示板『2ちゃんねる』から生まれたゴースト。ゴースト名の54はレス番号の>>54番目に由来。「ごじゅうよん」と読む。当初はネタで作られたゴーストだったが、反響が大きかったために開発が続行された。
デフォルトシェルのアスキーアートはシスター・プリンセスの雛子として作られた物を流用している。 当初から一部で人気があったことから多くのゴーストシェルが生み出され、シェルの作者によってアスキーアートから受けるイメージが違うために様々なバリエーションが作られている。
また、相方がいないように見えるが、実は透明な「540」という相方がおり、まれにしゃべる。
ちなみにこのゴーストも伺かキャラ人気コンテストで1位をとったことがある。
毒子/ほねゅう
名前の読みは「ぶすこ」。西洋妖怪という設定で、突然首が飛んだり、腹が開いて中から牙が飛び出したりするなど、他にはあまり見られないような大胆なアニメーション処理で動くのが特徴。ほねゅうは、うにゅうが骨格だけになったキャラクター。ほぬえという娘がおり、たまに登場することがある。他にも薬子、核子という相方がおり、切り替える事が可能。
FLELE
近年になって登場した、音楽ファイル再生に特化したゴースト。読みは「ふるる」。マスターシェルのほかにも、ボーカロイドや他ゴーストをモデルとしたシェルなどが製作されている。シェルに合わせた歌詞ファイルを使うことにより、音楽にあわせて歌詞を表示し、それに合わせて口パクをさせ「歌わせる」ことが可能。昨今のボーカロイド人気に乗り、ニコニコ動画などでデスクトップで歌う動画が配信されるようにもなった。

## 人工無能として
この手のデスクトップ常駐型アプリケーションは、ユーザーに対してアクションを求め、それに対して反応を求めるアーキテクチャをもつものが殆どであった。これは、実装が非常に容易であるが、問いかけに対して必ずユーザーが相手をしなければならないため、会話パターンの少なさも相まってユーザーが相手をしたい時のみ起動される事が多かった。
これに対して伺かでは「うにゅう」という相方の導入とオンラインアップデートによる頻繁な会話辞書データの更新により、ユーザーが介在する事無く（介入することも可能だが）画面上で会話が行われ、かつ話題も豊富であるため文字通り常駐させることに成功している。